# Conrado de Hohenstaufen
Conrado de Hohenstaufen (em alemão: Konrad der Staufer, 1136 — 8 ou 9 de novembro de 1195) foi o primeiro conde Eleitorado do Palatinado (Palatinado do Reno) de 1156 a 1195.
Conrado de Hohenstaufen era o meio-irmão mais jovem do imperador romano-germânico Frederico I.